# 싸락설탕

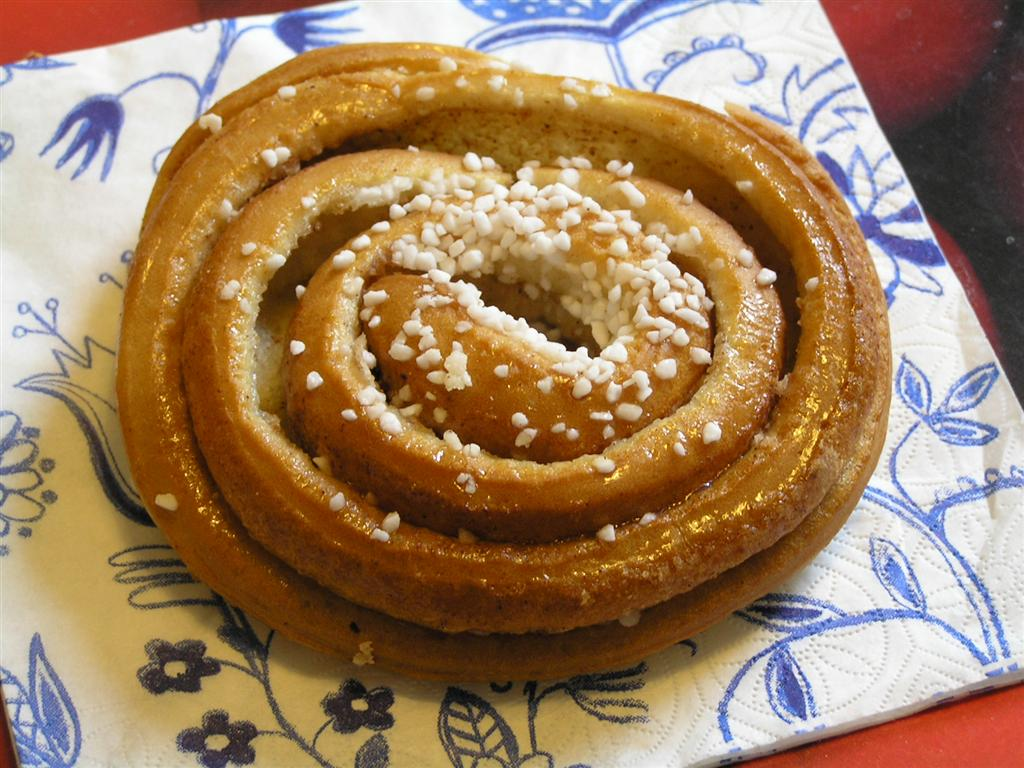
싸락설탕을 뿌린 시나몬 롤

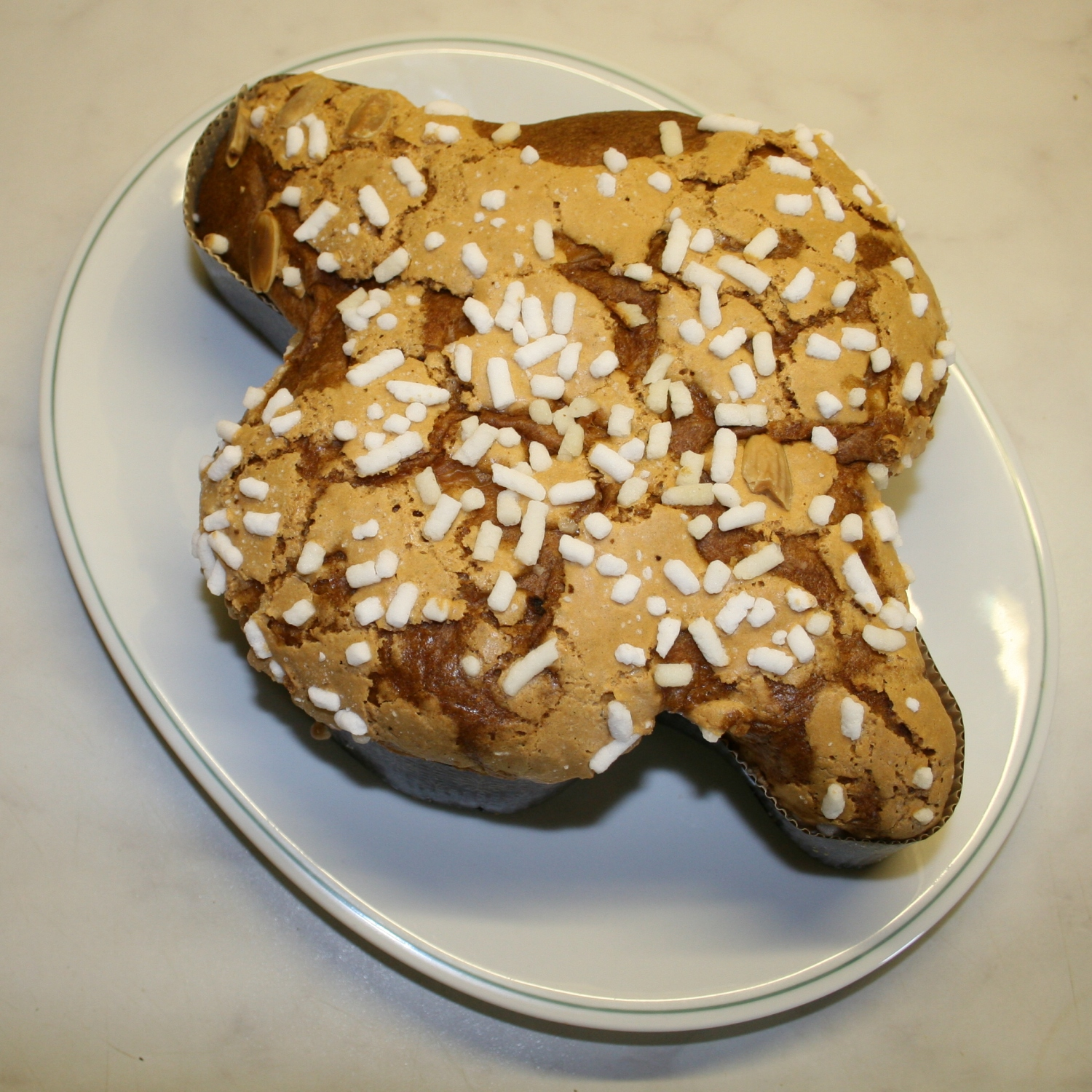
싸락설탕을 뿌린 콜롬바 디 파스쿠아

싸락설탕(--雪糖) 또는 싸라기 설탕(---雪糖)은 정제된 백설탕의 일종으로, 알이 굵고 불투명한 흰색을 띠며 식감이 바삭바삭하다. 베이킹 과정에서 녹지 않아서 페이스트리 등에 가니시로 쓰이는 경우가 많다. 스칸디나비아 등에서는 "진주 설탕(스웨덴어: pärlsocker 펠소케르[*])"이나 "우박/싸락눈 설탕(핀란드어: raesokeri 라에소케리[*])" 등으로, 영어권에서는 "펜촉 설탕(영어: nib sugar 니브 슈거[*])"으로 알려져 있다.

## 같이 보기
- 가루설탕